# Team Polti Kometa
L'Eolo-Kometa Cycling Team (codi UCI: EOK) és un equip ciclista professional italià de categoria UCI ProTeam. L'equip fou fundat el 2018, amb llicència espanyola, a partir de la Fundació Contador, va tenir categoria continental fins al 2020.

## Principals victòries

### Clàssiques
- Gran Premi de Rodes: 2018 (Matteo Moschetti)

### Curses per etapes
- Adriatica Ionica Race: 2021 (Lorenzo Fortunato)

### Grans Voltes
- Giro d'Itàlia
  - 1 participació (2021)
  - 1 victòria d'etapa:
    - 1 el 2021: Lorenzo Fortunato

## Composició de l'equip 2022
| Ciclista               | Data de naixement | País       | Equip any anterior                    |
| ---------------------- | ----------------- | ---------- | ------------------------------------- |
| Vincenzo Albanese      | 12/11/1996        | Itàlia     | Eolo-Kometa Cycling Team              |
| Davide Bais            | 02/04/1998        | Itàlia     | Eolo-Kometa Cycling Team              |
| Simone Bevilacqua      | 22/02/1997        | Itàlia     | Vini Zabù                             |
| Mark Christian         | 20/11/1990        | Regne Unit | Eolo-Kometa Cycling Team              |
| Márton Dina            | 11/04/1996        | Hongria    | Eolo-Kometa Cycling Team              |
| Alessandro Fancellu    | 24/04/2000        | Itàlia     | Eolo-Kometa Cycling Team              |
| Erik Fetter            | 05/04/2000        | Hongria    | Eolo-Kometa Cycling Team              |
| Lorenzo Fortunato      | 09/05/1996        | Itàlia     | Eolo-Kometa Cycling Team              |
| Sergio García González | 11/06/1999        | Espanya    | Eolo-Kometa Cycling Team              |
| Francesco Gavazzi      | 01/08/1984        | Itàlia     | Eolo-Kometa Cycling Team              |
| Arturo Grávalos        | 02/03/1998        | Espanya    | Eolo-Kometa Cycling Team              |
| Giovanni Lonardi       | 09/11/1996        | Itàlia     | Bardiani CSF Faizanè                  |
| Mirco Maestri          | 26/10/1991        | Itàlia     | Bardiani CSF Faizanè                  |
| Álex Martín            | 25/01/2000        | Espanya    | Neo-professional (Fundación Contador) |
| David Martín           | 19/02/1999        | Espanya    | Eolo-Kometa Cycling Team (stagiaire)  |
| Edward Ravasi          | 05/06/1994        | Itàlia     | Eolo-Kometa Cycling Team              |
| Samuele Rivi           | 11/05/1998        | Itàlia     | Eolo-Kometa Cycling Team              |
| Alejandro Ropero       | 17/04/1998        | Espanya    | Eolo-Kometa Cycling Team              |
| Diego Rosa             | 27/03/1989        | Itàlia     | Arkéa-Samsic                          |
| Diego Pablo Sevilla    | 04/03/1996        | Espanya    | Eolo-Kometa Cycling Team              |
| Daniel Viegas          | 05/01/1998        | Portugal   | Eolo-Kometa Cycling Team              |

## Classificacions UCI
L'equip participa en les proves dels circuits continentals, en particular de l'UCI Europa Tour. La taula presenta les classificacions de l'equip en els diferents circuits, així com el millor ciclista en la classificació individual.
UCI Amèrica Tour
| Temporada | Classificació per equips | Millor ciclista en la classificació individual |
| --------- | ------------------------ | ---------------------------------------------- |
| 2018      | 49è                      | Michel Ries (359è)                             |

UCI Europa Tour
| Temporada | Classificació per equips | Millor ciclista en la classificació individual |
| --------- | ------------------------ | ---------------------------------------------- |
| 2018      | 63è                      | Matteo Moschetti (230è)                        |
| 2019      | 57è                      | Márton Dina (448è)                             |
| 2020      | 46è                      | Alessandro Fancellu (427è)                     |
| 2021      | 17è                      | Lorenzo Fortunato (137è)                       |

L'equip també participa de la Classificació mundial UCI.
| Temporada | Classificació per equips | Millor ciclista en la classificació individual |
| --------- | ------------------------ | ---------------------------------------------- |
| 2018      | -                        | Matteo Moschetti (408è)                        |
| 2019      | 98è                      | Márton Dina (591è)                             |
| 2020      | 76è                      | Alessandro Fancellu (520è)                     |
| 2021      | 36è                      | Lorenzo Fortunato (160è)                       |